# Takk...
Takk… ([ˈtʰaʰkː], Дякую…) — четвертий студійний альбом ісландського пост-рок гурту Sigur Rós, вперше виданий у Сполучених Штатах на лейблі Geffen Records 12 вересня 2005 року. Альбом дебютував з 27-ї сходинки в американському Billboard 200, продавши 30 000 копій за перший тиждень.

## Музика та слова
На відміну від свого попередника ( ), тексти альбому здебільшого написані ісландською мовою, іноді з елементами вигаданої вонленської («Hopelandic»), схожої на скет. Пісні «Andvari», «Gong» і «Mílanó» повністю співаються вонленською мовою. Крім того, пісня «Mílanó» була написана разом зі струнним квартетом Amiina.
Ритмічно Takk… широко використовує зміну тактових розмірів. У треку «Andvari», наприклад, основна мелодія повторюється кожні 27 ударів, з акцентом на 1, 5, 9, 11, 16, 20 і 25 ударі. Це можна відобразити як сім тактів по 4, 4, 2, 5, 4, 5 і 3 удари відповідно. На противагу цьому існує стійкий контрритм потрійного такту, який можна передати як вісімнадцять тактів 3/8 такту на 27-тактний цикл, також відомий як фраза.

## Випуск і просування
«Glósóli» та «Sæglópur» були випущені 15 та 16 серпня 2005 року, як перший та другий сингли. Перший сингл вийшов у всьому світі, а другий — лише у Сполучених Штатах. «Hoppípolla» був випущений у Великобританії 28 листопада 2005 року як третій сингл. У травні 2006 року він досяг 24-ї сходинки в чарті синглів Великобританії. Усі три сингли супроводжувалися кліпами.
1000 примірників Takk… на вінілі були виготовлені відправлені до магазинів Великобританії та США у січні 2006 року. Видання складається з відкидної втулки, у якій розміщено два 12 дюймові платівки з однією вирізаною сторінкою, на якій міститься 10-дюймова платівка з вигравіюваним на одній стороні дизайном Олівії Де Барта.
Було випущено розширений EP Sæglópur, який містить три нові пісні. EP також містив DVD з усіма трьома музичними відео.

## Оцінка критиків
Sigur Rós отримав три нагороди на Icelandic Music Awards у 2006 році: за найкращий дизайн альбому (разом з Ісаком Вінтером, Алексом Сомерсом і Луккою Сігурдардоттіром), як найкращий альтернативний виконавець і за найкращий рок-альбом. У грудні 2005 року американський вебжурнал Somewhere Cold дав Takk... 4 місце у списку Зали слави Somewhere Cold Awards 2005 року.

## Використання медіа
BBC часто використовує треки з Takk… у своїх програмах. Трек «Hoppípolla» використовувався як музичний супровід трейлерів до популярного серіалу про природу «Планета Земля» та для кінцевих титрів «Матчу дня», що транслював фінал Кубка Англії. «Sæglópur» використовувалася як фонова мелодія для рекламної кампанії BBC для чемпіонату Вімблдону 2006 року, тоді як уривки «Sæglópur», «Milanó», «Gong» і «Svo hljótt» з'явилися в Top Gear. «Sæglópur» також використовувався в дебютному трейлері Ubisoft Prince of Persia E3 2008, а також у телевізійній рекламі однойменної гри. FIA також використала «Hoppípolla» наприкінці свого огляду сезону Формули-1, який транслювався під час гала-концерту FIA 2009.

## Трек-лист
| Takk... | Takk...         | Takk...                 | Takk...    |
| #       | Назва           | Переклад                | Тривалість |
| ------- | --------------- | ----------------------- | ---------- |
| 1.      | «Takk…»         | "Дякую…"                | 1:57       |
| 2.      | «Glósóli»       | "Підошва, що світиться" | 6:15       |
| 3.      | «Hoppípolla»    | "Стрибки в калюжу"      | 4:28       |
| 4.      | «Með blóðnasir» | "Із кров'ю з носу"      | 2:17       |
| 5.      | «Sé lest»       | "Бачу потяг"            | 8:40       |
| 6.      | «Sæglópur»      | "Загубився у моря"      | 7:38       |
| 7.      | «Mílanó»        | "Мілан"                 | 10:25      |
| 8.      | «Gong»          | "Гонг"                  | 5:33       |
| 9.      | «Andvari»       | "Зефір"                 | 6:40       |
| 10.     | «Svo hljótt»    | "Так тихо"              | 7:24       |
| 11.     | «Heysátan»      | "Стог сіна"             | 4:09       |
| 65:32   |                 |                         |            |

## Склад
Титри взяті з офіційного сайту гурту.
| Sigur Rós - Sigur Rós — production, composition, cover design - Jón Þór Birgisson — vocals, guitar - Kjartan Sveinsson — keyboards - Georg Hólm — bass guitar - Orri Páll Dýrason — drums | Additional musicians - Amiina — strings, string arrangement (track 7) - Kristín Lárusdóttir — cello - Júlía Mogensen — cello - Stefanía Ólafsdóttir — violas - Eyjólfur Bjarni Alfreðsson — violas - Ingrid Karlsdóttir — violins - Greta Salóme Stefánsdóttir — violins - Matthías Stefánsson — violins - Ólöf Júlía Kjartansdóttir — violins - Eiríkur Orri Ólafsson — trumpets - Snorri Sigurðarson — trumpets - Helgi Hrafn Jónsson — trombones - Samúel Jón Samúelsson — trombones - Össur Geirsson — tuba - Frank Aarnink — percussion - Álafosskórinn — choir (track 3) Additional personnel - Kenneth Vaughan Thomas — engineering, mixing, co-production - Birgir Jón Birgisson — additional engineering - Ted Jensen — mastering - Ísak Winther — cover design - Alex Somers — cover design - Lukka Sigurðardóttir — cover design |